# Bahnhof Olsztyn Zachodni

Der Bahnhof Olsztyn Zachodni (deutsch Allenstein West, vor dem  22. Mai 1937 Allenstein Vorstadt) liegt in direkter Nähe zur Olsztyner Innenstadt und besitzt vier Gleise. Betrieblich ist er ein Haltepunkt, mit der Besonderheit, dass er an drei Strecken liegt, die im Bereich der Station parallel verlaufen.

## Geschichte
Die Stadt Allenstein erhielt Eisenbahnanschluss mit der Hauptbahn von Thorn (pl: Toruń) nach Insterburg (rus: Tschernjachowsk). Obwohl die Strecke nahe an der Innenstadt verlief, entstand der Hauptbahnhof von Allenstein östlich deutlich außerhalb des Stadtzentrums. 1883 wurde die Nebenbahn von Mohrungen (polnisch Morąg) nach Allenstein in Betrieb genommen. Am westlichen Rand des Stadtzentrums entstand an ihr der Haltepunkt Allenstein Vorstadt.

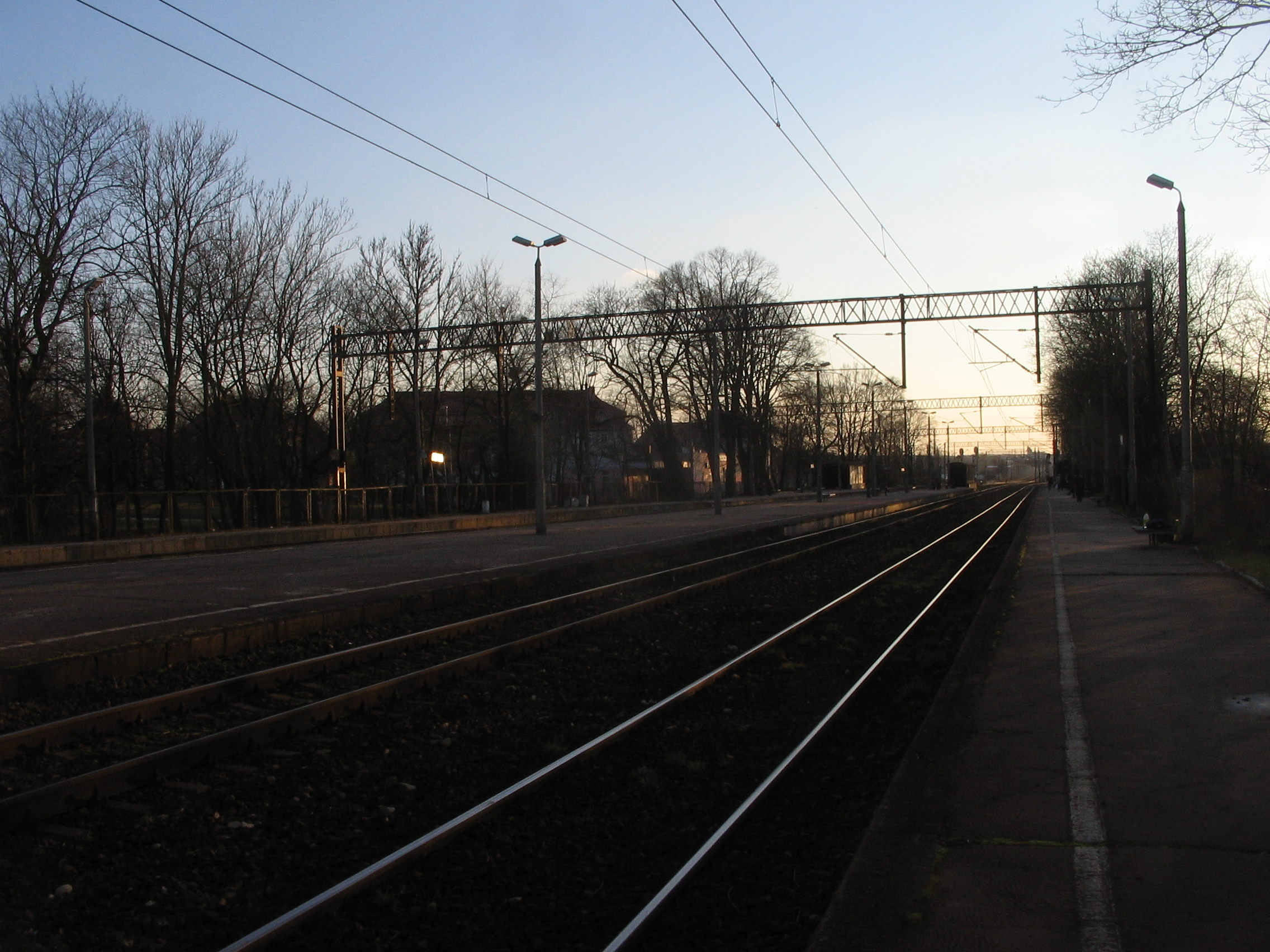
Bahnsteige

Von der Strecke nach Morungen zweigte seit 1884 in Göttkendorf (polnisch Gutkowo) wenige Kilometer westlich von Allenstein eine Strecke in Richtung Königsberg ab, deren Züge ebenfalls in Allenstein Vorstadt hielten. 1887 wurde die Strecke nach Hohenstein (polnisch Olsztynek) und Soldau (polnisch Działdowo) in Betrieb genommen. Jahrzehntelang wurde der Halt nicht von den Zügen in Richtung Thorn bedient. Der Haltepunkt diente nur den Zügen der zu beiden Seiten von der Hauptbahn abzweigenden Strecken.
Seit 1936 oder dem 22. Mai 1937 hieß die Station Allenstein West und wurde von den Zügen in Richtung Thorn genutzt. Volkstümlich wurde sie „Kleiner Bahnhof“ zur Unterscheidung zum Allensteiner Hauptbahnhof genannt.
Nach dem Zweiten Weltkrieg kam Allenstein durch das Potsdamer Abkommen zu Polen. Die Strecken und der Haltepunkt wurden von der Polnischen Staatsbahn (PKP) übernommen. Die Station wurde 1986 mit der Strecke nach Działdowo an das elektrische Netz der PKP angeschlossen. 1988 folgte die Strecke nach Toruń, 1990 die nach Morąg.
An dieser Station halten alle Nahverkehrs- und Fernzüge von und nach Olsztyn in Richtung Westen.

## Anlagen

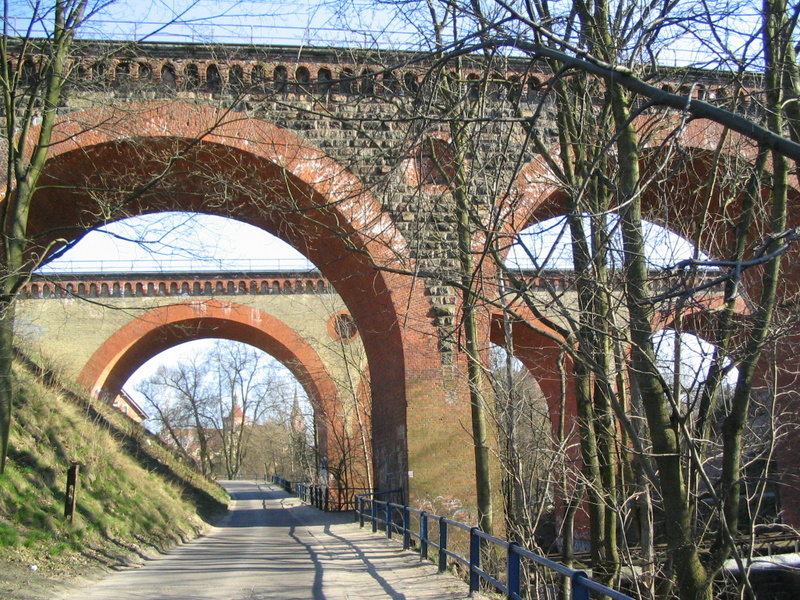
Viadukt östlich der Station

Die barrierefreie Station ist betrieblich ein Haltepunkt (polnisch przystanek). Sie verfügt über vier Gleise, die an einem Inselbahnsteig und zwei Außenbahnsteigen liegen. Die nicht überdachten Bahnsteige sind durch eine Unterführung miteinander verbunden. Das nördliche Gleis ist Teil der Strecke in Richtung Morąg, die hier bereits betrieblich von den anderen Gleisen getrennt ist und wenige Meter westlich der Station nach Nordwesten abbiegt. Die übrigen drei Gleise verlaufen parallel bis zu einem Abzweig etwa zwei Kilometer südwestlich, wo sich die Strecken nach Działdowo und Toruń trennen.
An der Südseite liegt die ulica Maria Konopnicka, auf der Nordseite verläuft die ulica Artyleryjska. Das Bahnhofsgebäude südlich der Gleise sollte zwischen 2011 und 2013 saniert werden. Die ulica Artyleryjska wurde 2011 umgebaut. Dabei sollte auch die Straßenunterführung unter den Gleisen im Bereich des Haltepunktes umgestaltet werden. Zuvor wurden die historischen Tunnel zum Baudenkmal erklärt.
Mitte 2017 wurden die Renovierungsarbeiten am Bahnhof abgeschlossen. Diese umfassten mit einem Volumen von 3 Mio. Złoty die Erneuerung der Fassade und des Innenraums, den Austausch der Fenster und Türen und die gesamte Installation. Die Grünfläche vor dem barrierefreien Bahnhof wurde rekultiviert und in der Nähe neue Parkplätze, darunter ein Behindertenparkplatz, angelegt.
Östlich der Station verbreitert sich das Planum und die Bahngleise überqueren auf zwei separaten jeweils zweigleisigen Viadukten die Alle, 21,6 Meter über dem Wasserspiegel. Das nördliche Viadukt mit dem Gleis der Strecke nach Morąg und dem Gleis in Richtung Toruń wurde 1872 erbaut, das südliche mit dem Gleis aus Richtung Toruń und der Strecke nach Działdowo entstand 1892. Die Brücken stehen unter Denkmalschutz.